# Saurodactylus
Saurodactylus Fitzinger, 1843 è un genere di piccoli sauri della famiglia Sphaerodactylidae, che comprende due specie diffuse negli ambienti aridi del Nord Africa.

## Descrizione
Sono sauri di piccolissima taglia (intorno ai 3 cm per gli adulti), deserticoli, privi di lamelle subdigitali.

## Biologia
Hanno abitudini notturne e crepuscolari, sono prevalentemente terricoli.

Si nutrono di insetti.

## Distribuzione e habitat
Il genere è diffuso in Marocco, Sahara Occidentale e Algeria.
Popola ambienti aridi e rocciosi.

## Tassonomia
Il genere comprende le seguenti specie:
- Saurodactylus brosseti (Bons & Pasteur, 1957)
- Saurodactylus elmoudenii (Javanmardi, Vogler, & Joger, 2019)
- Saurodactylus fasciatus (Werner, 1931)
- Saurodactylus harrisii (Javanmardi, Vogler, & Joger, 2019)
- Saurodactylus mauritanicus (Duméril & Bibron, 1836) - geco nano marocchino
- Saurodactylus slimanii (Javanmardi, Vogler, & Joger, 2019)
- Saurodactylus splendidus (Javanmardi, Vogler, & Joger, 2019)